# Angela Hitler
Angela Franziska Johanna Hammitzsch  (de soltera Hitler; 28 de julio de 1883 - 30 de octubre de 1949), originalmente casada con Leo Raubal, Sr., fue la media hermana  mayor de Adolf Hitler.

## Biografía
Angela Hitler nació en Braunau am Inn, Austria-Hungría, como la segunda hija de Alois Hitler y su segunda esposa, Franziska Matzelsberger. Su madre murió al año siguiente. Ella y su hermano Alois Hitler, Jr. fueron criados por su padre y por su tercera esposa Klara Pölzl. Su medio hermano Adolf Hitler nació seis años después de ella, y fueron muy cercanos. Ella es la única de sus hermanos en ser mencionada en Mein Kampf.
El padre de Angela murió en 1903 y su madrastra murió en 1907, dejando una pequeña herencia. El 14 de septiembre de 1903 se casó con Leo Raubal (11 de junio de 1879 - 10 de agosto de 1910), un inspector fiscal, y dio a luz un hijo, Leo, el 12 de octubre de 1906. El 4 de junio de 1908 Angela dio a luz a Geli Raubal y en 1910 a una segunda hija, Elfriede (Elfriede Maria Hochegger, 10 de enero de 1910 - 24 de septiembre de 1993).
De acuerdo con el perfil de la OSS de la familia Hitler, Angela se trasladó a Viena y después de la Primera Guerra Mundial se convirtió en gerente de la Mensa Academia Judaica, una casa de huéspedes para los judíos estudiantes, donde una vez defendió a aquellos bajo su cuidado contra antisemitas que causaban alboroto.
Angela no había oído nada de Adolf durante una década, hasta que restableció el contacto con ella en 1919. En 1924 Adolf fue confinado en Landsberg, y Angela hizo el viaje desde Viena para visitarlo. En 1928, ella y su hija Geli se trasladaron al Berghof en Obersalzberg, cerca de Berchtesgaden, donde se convirtió en su ama de llaves y más tarde fue puesta a cargo de la casa en el retiro ampliado de Hitler. Geli se suicidó en 1931.
Mientras tanto, Angela desaprobó fuertemente la relación de Hitler con Eva Braun; ella finalmente dejó Berchtesgaden como resultado y se trasladó a Dresde. Hitler rompió relaciones con Angela y no asistió a su segunda boda. El 20 de enero de 1936 se casó con un arquitecto, el profesor Martin Hammitzsch (22 de mayo de 1878 - 12 de mayo de 1945), que diseñó la famosa fábrica de cigarrillos Yenidze en Dresde, y que más tarde también se convirtió en el director de la Escuela Estatal Superior de Edificación de Dresde. Parece, sin embargo, que Hitler volvió a establecer contacto con ella durante la Segunda Guerra Mundial, debido a que Angela seguía siendo su intermediario para el resto de la familia con la que él no quería tener contacto. En 1941, vendió sus memorias de sus años con Hitler a la editorial Eher Verlag, gracias a lo cual recibió 20.000 Reichsmark.
En la primavera de 1945 - después de la destrucción de Dresde en el Bombardeo de Dresde- Adolf Hitler mudó a Angela a Berchtesgaden para evitar que fuera capturada por los soviéticos. También a ella y a su hermana menor Paula prestó más de 100.000 Reichsmark. En su testamento, Hitler garantizó a Angela una pensión de 1.000 Reichsmark mensuales. No se sabe si alguna vez recibió algún tipo de pago. Sin embargo, ella posteriormente habló muy bien de él, incluso después de la guerra, y afirmó que ni su hermano ni ella misma habían sabido nada acerca del Holocausto. Ella declaró que si Adolf hubiera sabido lo que estaba pasando en los campos de concentración, los habría detenido. 
Su hijo Leo tuvo un hijo, Peter (n. 1931), un ingeniero retirado que vive en Linz, Austria. La hija de Angela, Elfriede, casada con el abogado alemán Dr. Ernst Hochegger el 27 de junio de 1937 en Düsseldorf, tuvo un hijo, Heiner Hochegger (nacido en enero de 1945). 
Angela murió de un derrame cerebral el 30 de octubre de 1949 en la ciudad de Hanover.

## Representaciones
En la miniserie de 2003 Hitler: El reinado del mal, Angela  es interpretada por Julie-Ann Hassett.